# Cnephora cana
Cnephora cana är en fjärilsart som beskrevs av Paul Dognin 1911. Cnephora cana ingår i släktet Cnephora och familjen mätare. Inga underarter finns listade i Catalogue of Life.